# 제2차 국공 합작

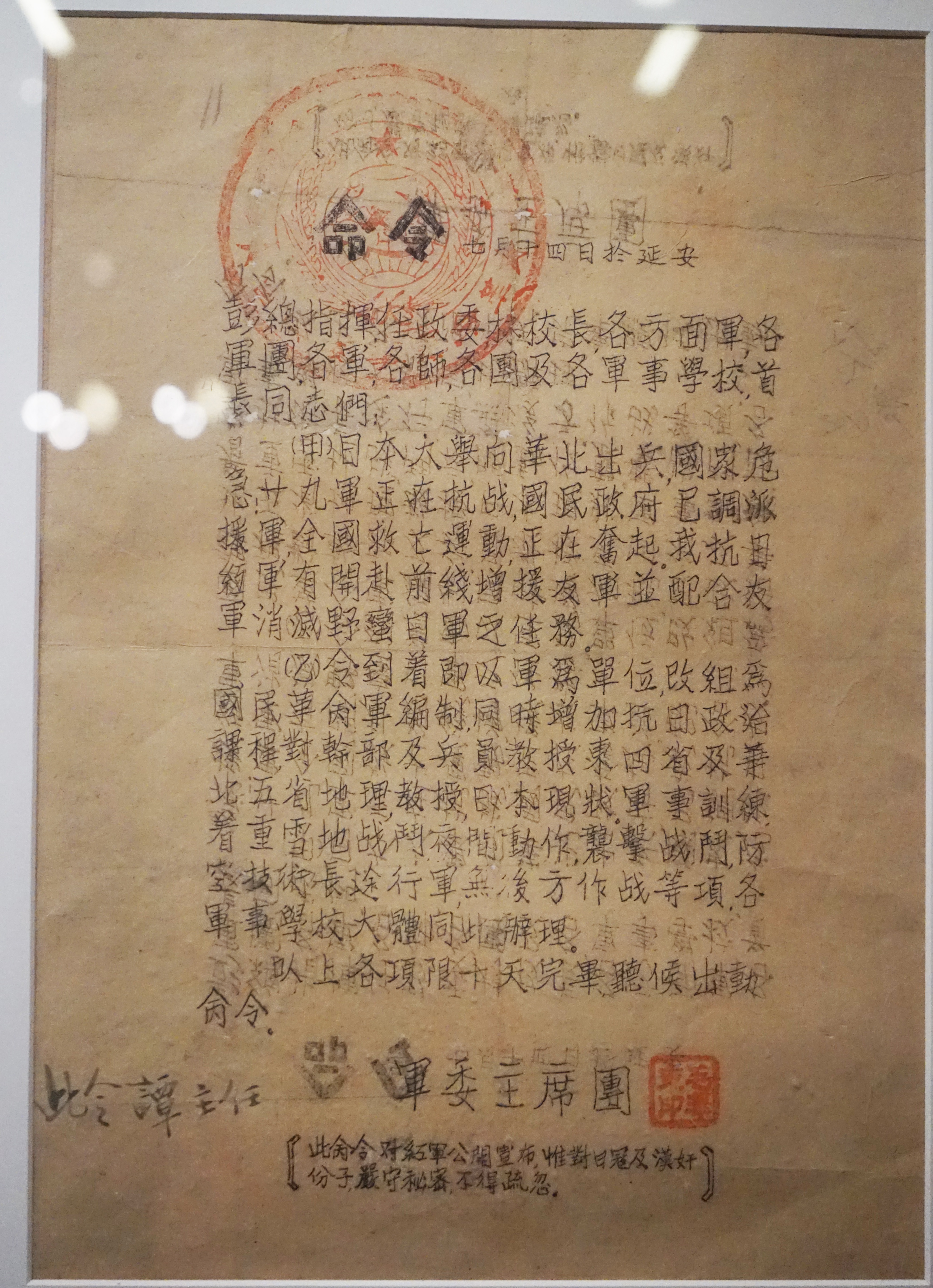

제2차 국공 합작(중국어 정체자: 第二次國共合作, 영어: Second United Front)은 중일 전쟁 기간 동안 일본 제국에 공동으로 대항하기 위해 중국국민당과 중국공산당이 적대행위를 중지하고 서로 연합한 것을 말한다. 1937년부터 일본이 패망한 1945년까지 지속되었다.

## 성립
장제스가 이끄는 국민당은 1927년 제1차 국공 합작이 결렬된 이후 수차례에 걸쳐 공산당이 지배하는 소비에트 지역을 포위·공격했다. 제5차 토벌전 공격으로 타격을 입은 홍군은 서남부에서 중국 북서부로 근거지를 옮기는 장정을 단행하고 산시 북부지역으로 옮겨 새로운 근거지를 마련하였다. 이에 장제스의 국민당 정부군은 대대적인 제6차 공산당 토벌전을 준비했다.
한편 일본군의 허베이 지방으로 침략이 노골화되자 중국에는 항일여론이 들끓고 공산당은 장정 도중에, 코민테른의 반(反)파시즘을 위한 인민전선 채택에 부응하여 거국적인 항일을 호소하는 8·1선언을 발표하고 국민당에 내전 중지와 항일을 위한 제휴를 제안했다. 이 제안은 장제스로부터 즉각 거부되었으나 동북군 사령관 장쉐량이 시안 사건을 일으켰고 이를 계기로 내전이 정지되었고, 양측은 공동 항일 투쟁을 위한 협상에 들어갔다.
1937년 7월 7일 노구교 사건으로 중일전쟁이 본격적으로 발발하자 국공 합작이 성립되었다.

## 내용
2차 합작으로 국민당 정부는 이제까지 불법화했던 공산당을 합법화했다. 공산당의 합법적인 지위를 인정하고 정치범을 석방하였으며 1938년 일종의 민주의회인 국민참정회를 설치하여 국민당 1당 독재에서 벗어나 공산당을 비롯한 다른 당파, 각계인사들을 참여시켰다. 반면 공산당은 토지개혁의 중지, 소비에트 정부 해체, 국민당 정부의 통치를 받는 지방정부로의 편입(사실상 자치) 등을 골자로 하는 국민당의 제안을 받아들였다. 그리고 공산군인 홍군은 국민혁명군 제8로군(八路軍)과 국민혁명군 신편제4군(新四軍)으로 재편성되었다. 팔로군과 신사군은 국민혁명군 소속이긴 하지만 독자적으로 작전권과 지휘권을 가졌고 장제스의 지시를 받지 않았다.
대일 항전초기에 장제스의 국민혁명군이 일본군의 기계화 병력에 패배하고 후퇴를 거듭했다. 그러나 팔로군과 신사군 등 특유의 유격 전술로 일본군 후방에서 활약하면서 주력 부대를 고스란히 살릴 수 있었고 그 세력을 넓혀갔다. 공산당의 세력이 점차 강해지자 위기를 느낀 장제스는 1938년 10월 우한 함락을 계기로 공산당에 비협조적으로 나왔고 은근하게 때로는 노골적으로 공산당을 탄압하기 시작했다. 1940년 12월 장제스는 신사군을 안후이성과 장쑤성에서 소개하라는 명령을 내렸고 이에 신사군 장교들이 반발하자 국민혁명군을 동원하여 포위 공격한 신사군 사건이 발생하였다. 이로써 양측의 긴장관계는 점차 악화되었고 서로를 믿지 않게 되었다.
1945년 8월 15일 일본의 패망으로 종전되자 국민당과 공산당은 일본의 점령지에 대한 배분을 둘러싸고 무력충돌을 하게 되고 합작이 결렬되었다. 만주를 비롯한 중국 북부에서는 공산당이 우세하였는데 결국 제2차 내전으로 이어졌다.

## 같이 보기
- 제1차 국공 합작
- 중일 전쟁
- 국공 내전